# Capo Delgado
Capo Delgado (in portoghese Cabo Delgado, letteralmente "capo sottile") è un promontorio situato all'estremità settentrionale del Mozambico, al confine con la Tanzania. È costituito dal delta del fiume Ruvuma, e si è formato attraverso l'accumulo dei sedimenti portati dal fiume. Il capo dà il nome alla Provincia di Capo Delgado.
Controversa l'identificazione di Capo Delgado con il promontorio Prasum, punto più meridionale dell'Africa secondo i geografi Marino di Tiro e Claudio Tolomeo; in particolare, nella Geografia di quest'ultimo, Prasum segnava il punto in cui la costa africana orientale piegava decisamente verso Est, proseguendo in una lunghissima e sconosciuta costa meridionale, che infine si riuniva al Sud-est asiatico, rendendo così l'Oceano Indiano un enorme mare chiuso (vedere anche Terra Australis).

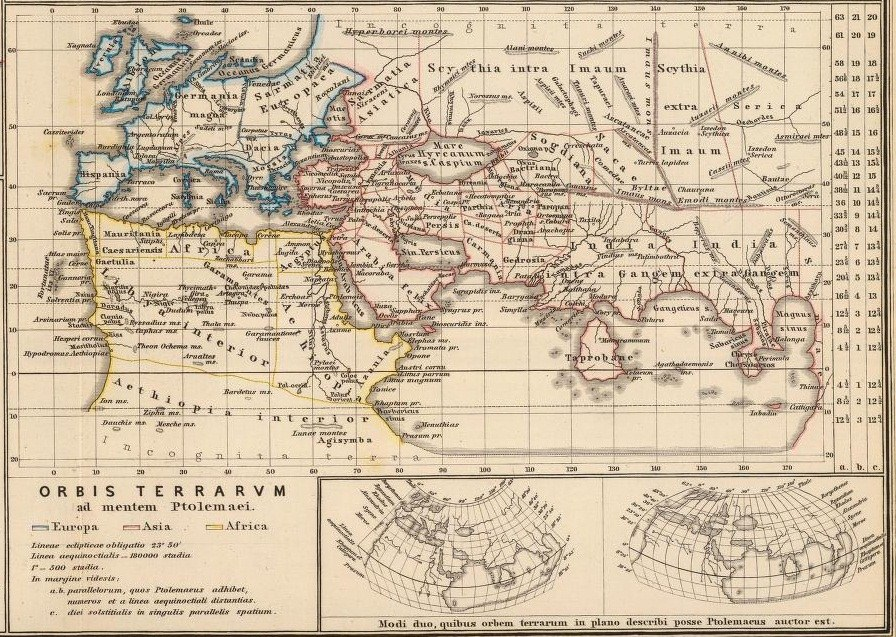
Planisfero "secondo l'opinione di Tolomeo".
Visibile il promontorio Prasum all'estremità occidentale dell'ipotetica costa meridionale dell'oceano Indiano